# 2024년 하계 올림픽 스페인 선수단
2024년 하계 올림픽 스페인 선수단은 2024년 7월 26일부터 8월 11일까지 프랑스 파리에서 열린 2024년 하계 올림픽에 참가한 올림픽 스페인 선수단이다.

## 출전 선수
| 종목           | 남자 | 여자 | 전체 |
| -------------- | ---- | ---- | ---- |
| 골프           | 2    | 2    | 4    |
| 근대5종        | 0    | 1    | 1    |
| 농구           | 12   | 16   | 28   |
| 다이빙         | 2    | 2    | 4    |
| 배구           | 2    | 4    | 6    |
| 배드민턴       | 1    | 1    | 2    |
| 복싱           | 5    | 1    | 6    |
| 사이클         | 7    | 2    | 9    |
| 사격           | 2    | 2    | 4    |
| 서핑           | 1    | 2    | 3    |
| 수구           | 13   | 13   | 26   |
| 수영           | 9    | 11   | 20   |
| 스포츠클라이밍 | 1    | 1    | 2    |
| 스케이트보드   | 2    | 3    | 5    |
| 승마           | 8    | 0    | 8    |
| 아티스틱스위밍 | 0    | 8    | 8    |
| 양궁           | 1    | 1    | 2    |
| 요트           | 6    | 7    | 13   |
| 유도           | 5    | 4    | 9    |
| 육상           | 26   | 32   | 58   |
| 조정           | 6    | 3    | 9    |
| 체조           | 6    | 11   | 17   |
| 축구           | 18   | 18   | 36   |
| 카누           | 12   | 9    | 21   |
| 탁구           | 1    | 1    | 2    |
| 태권도         | 2    | 2    | 4    |
| 테니스         | 6    | 2    | 8    |
| 트라이애슬론   | 3    | 2    | 5    |
| 펜싱           | 1    | 1    | 2    |
| 하키           | 16   | 16   | 32   |
| 핸드볼         | 14   | 14   | 28   |
| 전체           | 190  | 192  | 382  |

## 메달 집계
| 종목 | 1 | 2 | 3 | 합계 |
| 종목 | ' | ' | ' | '    |
| 종목 | ' | ' | ' | '    |
| 종목 | ' | ' | ' | '    |
| 합계 | ' | ' | ' | '    |

## 종목별 성적

### 근대5종
여자
- 라우라 에레디아

### 다이빙
남자
- 아드리안 아바디아
- 니콜라스 가르시아 보이시에르

여자

### 배구
비치발리볼

### 복싱
남자
- 엔마누엘 레예스

여자

### 사격
남자
- 알베르토 페르난데스

여자

### 사이클
남자
여자

### 수영
남자
여자

### 양궁
남자
여자

### 요트
남자
- 마르쿠스 왈스

여자
- 타마라 에체고옌

### 육상
남자
- 아드리안 벤
- 타리쿠 노발레스
- 호르단 디아스

여자

### 조정
남자
여자

### 체조
남자
여자

### 카누
남자
여자

### 탁구
남자
- 알바로 로블레스

여자
- 마리아 샤오

### 태권도
남자
여자

### 트라이애슬론
남자
여자
- 미리암 카시야스

### 펜싱
남자
- 카를로스 야바도르

여자
- 루시아 마르틴포르투게스

## 같이 보기
- 2024년 하계 올림픽